# 普熱梅斯瓦夫·卡津科
普熱梅斯瓦夫·卡津科（波蘭語：Przemysław Kazienko，1966年12月30日—）是波兰弗罗茨瓦夫的教授。他是加州大学、圣母大学、伦斯勒理工大学、悉尼科技大学、约瑟夫·斯特凡学院、都柏林三一学院的客座教授，超过200种出版物的作者，波兰机器学习、人工智能和深度学习方面的专家。他的研究领域主要包括社交网络分析和情感分析。